# Muttersegen

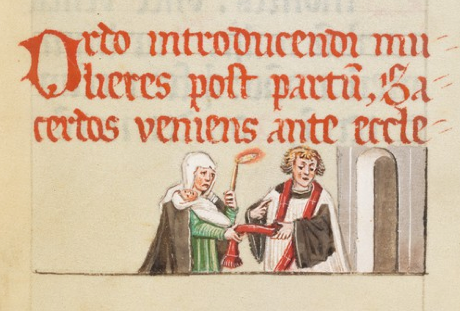
Ordo des Muttersegens im St. Gallener Codex (16. Jhd.)

Der Muttersegen, die Segnung einer Mutter vor und nach der Geburt, ist ein Ritus in Verbindung mit dem Sakrament der Taufe in der römisch-katholischen Kirche. Auch in der orthodoxen, evangelischen und anglikanischen Kirche können Wöchnerinnen gesegnet werden.
Volkstümlich wurde der Ritus bis gegen Ende des 20. Jahrhunderts regional im katholischen Sprachgebrauch als Aussegnung, auch als (Her)vorsegnung, Fürsegnung, Hervorgehen, Füragehen oder Vorgang bezeichnet. In den evangelischen Landeskirchen hieß er Einsegnung, erster Kirchgang, froher oder dankbarer Kirchgang, Abdankung, Danksagung oder Aufopferung. Er fand meist einige Zeit nach der Taufe statt, falls die Mutter nicht an der Taufe teilnehmen konnte.

## Herkunft und Entwicklung

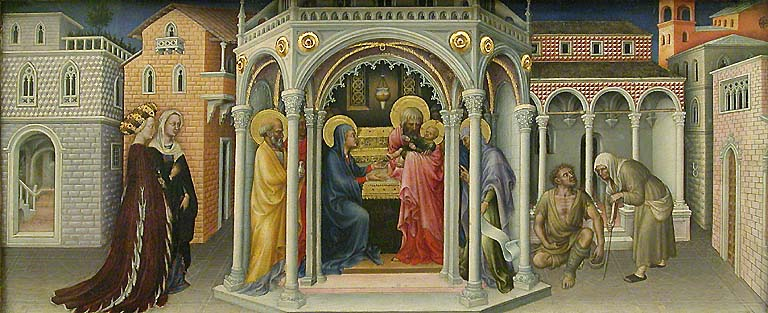
Darstellung des Herrn im Tempel

Die Spendung dieses Segens wird auf aus dem Judentum stammende Reinigungsrituale zurückgeführt. Im Judentum galt eine Frau nach einer Geburt, genau wie nach der Menstruation, mehrere Tage als „unrein“ und durfte das Heiligtum nach der Geburt eines Sohnes erst nach 40 Tagen, nach der eines Mädchens nach 80 Tagen wieder betreten. Das Ende dieser Zeit zeigte sie durch das rituelle Bad in der Mikwe an und brachte zum Dank für die Geburt des Kindes ein Opfer.

„Der Herr sprach zu Mose:
Sag zu den Israeliten: Wenn eine Frau niederkommt und einen Knaben gebiert, ist sie sieben Tage unrein, wie sie in der Zeit ihrer Regel unrein ist. Am achten Tag soll man die Vorhaut des Kindes beschneiden und dreiunddreißig Tage soll die Frau wegen ihrer Reinigungsblutung zu Hause bleiben. Sie darf nichts Geweihtes berühren und nicht zum Heiligtum kommen, bis die Zeit ihrer Reinigung vorüber ist. Wenn sie ein Mädchen gebiert, ist sie zwei Wochen unrein wie während ihrer Regel. Sechsundsechzig Tage soll sie wegen ihrer Reinigungsblutung zu Hause bleiben. Wenn die Zeit ihrer Reinigung vorüber ist, soll sie, für einen Sohn ebenso wie für eine Tochter, ein einjähriges Schaf als Brandopfer und eine junge Taube oder eine Turteltaube als Sündopfer zum Priester an den Eingang des Offenbarungszeltes bringen. Er soll es vor dem Herrn darbringen und sie entsühnen; so wird sie von ihrem Blutfluss gereinigt. Das ist das Gesetz für eine Frau, die einen Knaben oder ein Mädchen gebiert. Wenn sie die Mittel für ein Schaf nicht aufbringen kann, soll sie zwei Turteltauben oder zwei junge Tauben nehmen, eine als Brandopfer und die andere als Sündopfer; der Priester soll sie entsühnen und so wird sie gereinigt.“

Im Lukasevangelium findet sich die Perikope von der Darstellung des Herrn im Tempel (Lk 2,21–38 ). Das Fest der Darstellung Jesu wird am 2. Februar – am 40. Tag nach der Geburt Jesu entsprechend der jüdischen Weisung – gefeiert und hieß bis zur Liturgiereform des Zweiten Vatikanischen Konzils In Purificatione Beatae Mariae Virginis („Zur Reinigung der seligen Jungfrau Maria“ – „Fest Mariä Reinigung oder Lichtmeß“). Daher wurde es früher im Volksmund auch „Mariä Opferung“ oder „Mariä Reinigung“ genannt.
Auch im Christentum war die Ansicht weit verbreitet, „eine junge Mutter habe sich nach der Geburt einige Zeit von der Kirche fernzuhalten und bedürfe, um die Kirche wieder betreten zu dürfen, der Reinigung und Entsühnung.“ Diese Auffassung ging von den orientalischen Kirchen bis zum Frühmittelalter auch auf die Lateinische Kirche über und wurde ab dem 11. Jahrhundert in die liturgischen Bücher aufgenommen. Die ältesten sicheren Quellen für eine rituelle Segnung der Wöchnerin beim ersten Kirchgang stammen vom Ende des 12. Jahrhunderts, doch die Wöchnerinnen dürften auch schon vorher eine Frist bis zum ersten Kirchgang eingehalten haben. Eine Verpflichtung zur rituellen Reinigung bestand nicht. Man berief sich auf Papst Gregor den Großen († 604), der in einem Brief betont hatte, die Frau sei nicht zu verurteilen (non judicanda), wenn sie sofort nach der Geburt zur Danksagung die Kirche betrete und die Kommunion empfange. Der Gedanke von der Unreinheit der Frau ließ sich jedoch nicht verdrängen, und die Kirche empfahl den Brauch der Aussegnung als pia et laudabilis consuetudo, als „fromme und lobenswerte Sitte“ und „approbierte Gewohnheit“. Im 12. Jahrhundert wurde der Brauch allgemein geübt, im 15. Jahrhundert wurde er mancherorts sogar als Verpflichtung betrachtet.
Mancherorts wurde Wöchnerinnen, die während der Geburt oder im Wochenbett ohne Aussegnung gestorben waren, die kirchliche Beerdigung verweigert. Andernorts wurden verstorbene Wöchnerinnen vor der Beerdigung noch ausgesegnet. Solche lokalen Gewohnheiten hielten sich trotz offiziellen kirchlichen Verbots bis ins 19. Jahrhundert.
Seit 1614 ist der Ritus im Rituale Romanum, die Benedictio mulieris post partum („Segnung der Mutter nach der Geburt“), vom Dank der Mutter an Gott für die Geburt des Kindes und das Überleben der Geburt geprägt, das Reinigungsmotiv spielte darin keine Rolle mehr. Das ältere Verständnis einer Reinigung („Aussegnung“) war jedoch im Volksglauben noch bis ins 20. Jahrhundert wirksam und wurde auch in den Partikularritualien mancher Diözesen noch nach 1614 beibehalten.
Die Kirchenordnungen der Reformationszeit standen der Aussegnung zunächst kritisch gegenüber und betrachteten sie als „ärgerlichen Missbrauch“ und „Ausfluss des Aberglaubens“; zudem sei der Ehestand heilig und Gebären kein Gräuel. Doch konstituierte sich auch im Protestantismus bereits ab Ende des 16. Jahrhunderts die Einsegnung der Kindbetterin wieder, und zwar mit dem Charakter einer Danksagung für die glückliche Geburt. Die evangelische Seelsorge versteht heute die Einsegnung als „benediktionelle Praxis“ („segnendes Handeln“), in der durch Handauflegung einzelnen Menschen in besonderen Lebenssituationen der Segen Gottes zugeeignet wird. Damit gehört die Segnung einer Mutter zu den Kasualien.

## Ritus
Die Segnung war von der Taufe des Kindes getrennt, wenn diese schon kurz nach der Geburt und meist ohne die Anwesenheit der Mutter gespendet wurde. Sie fand zehn bis vierzig Tage nach der Geburt statt. Wo spät getauft wurde – etwa im protestantischen Nord- und Mitteldeutschland –, lag auch der Termin des ersten Kirchgangs spät oder wurde mit dem Tauftermin verbunden, bei früher Taufe – verbreitet südlich des Mains – lag er ebenfalls früher. In Österreich galt fast überall eine Zweiwochenfrist.

### Katholische Liturgie
Der Priester und ein Messdiener begaben sich ans Kirchenportal oder in den hinteren Teil der Kirche, regional auch in die Sakristei, wo die Mutter wartete. Der Messdiener reichte ihr eine brennende Kerze. Der Priester besprengte die Mutter mit Weihwasser. Nach dem Gesang einer Antiphon zog die Prozession unter dem Gebet von Psalm 23 (Ps 24 ) zum Marienaltar – örtlich, wo vorhanden, auch zum Altar der hl. Anna (der Mutter Marias) –, wo die Wöchnerin niederkniete. Der Priester legte seine Stola über die Hände der Frau und sprach: „Tritt ein in den Tempel Gottes, bete an den Sohn der allerseligsten Jungfrau Maria, welcher dir die Fruchtbarkeit verliehen hat.“ Nach dem Kyrie eleison, Vaterunser und der Oration sprach er das Segensgebet, besprengte die Mutter erneut mit Weihwasser und erteilte den Segen. Häufig wurde ein Marienlied gesungen.
Als die Taufspendung mit größerem Abstand von der Geburt und im Beisein der Mutter üblich wurde, ging man zu einer Spendung des Muttersegens unmittelbar im Anschluss an die Tauffeier über.
In dem nach dem Zweiten Vatikanischen Konzil erneuerten Taufritus wurde die Aussegnung umgeformt in eine Segnung der Mutter und des Vaters am Ende der Tauffeier. Kann die Mutter nicht an der Taufe ihres Kindes teilnehmen, kann sie später mit ihrem neugetauften Kind zur Kirche kommen, um Gott für die Geburt zu danken und seinen Segen zu empfangen. Der Gottesdienst umfasst eine Schriftlesung, den Gesang des Magnifikat und das Segensgebet über die Mutter (und den Vater) des Kindes.

### Evangelische Praxis
Der Erste Kirchgang einer Wöchnerin konnte im evangelischen Bereich als feierliche Einsegnung am Altar im Rahmen eines Gemeindegottesdienstes geschehen. Der Ablauf sah eine Ansprache des Pfarrers, ein Gebet und den Segen über die auf den Altarstufen kniende Wöchnerin vor, lokal kam ein Umgang um den Altar und das Niederlegen eines Opfers vor. Der erste Kirchgang konnte auch ohne förmliche Einsegnung stattfinden. Die Wöchnerin besuchte dabei allein oder in Begleitung an einem Werktag während des Gebetsläutens (ältere Praxis) oder am Sonntag vor dem Gemeindegottesdienst die Kirche, kniete nieder, sprach ein Gebet und legte ein Opfer auf den Altar.
Um 1930 war als weitere Form die Predigtfürbitte verbreitet: Die Wöchnerin nahm unter anderen Gemeindegliedern sitzend am Gottesdienst teil, und im Rahmen der allgemeinen Abkündigungen und Fürbitten wurden der Dank für die Geburt und der Segen für Mutter und Kind ausgesprochen. Dazu war es regional üblich, ein Lob- und Danklied (am häufigsten Lobe den Herren und Nun danket alle Gott) zu singen.
Schließlich wurde zunehmend seit Beginn des 20. Jahrhunderts die Einsegnung mit der Taufe des Kindes an deren Ende verbunden; diese Praxis führte letztlich zum Verschwinden eines besonderen Brauchtums.

### Opfergabe
Entsprechend der jüdischen Vorschrift gehörte zum Ritus der rituellen Reinigung der Wöchnerin eine Opfergabe. Auch Maria und Josef opferten bei der Darstellung Jesu im Tempel zwei Tauben (Lk 2,24 ). Bis ins 20. Jahrhundert war demzufolge die Opfersitte in den christlichen Konfessionen Bestandteil von Aussegnung und erstem Kirchgang. Die Opfergabe konnte aus einer Geldspende bestehen, aber vor allem in Bayern wurden auch Semmeln, Eier oder, verbreiteter, Kerzen gespendet; dabei wurde regional auch das Opfergeld in das Wachs einer Kerze gedrückt. Ursprünglich entrichtete die Wöchnerin selber in der Kirche das Opfer, gegebenenfalls unterstützt von ihrer Begleitung. Mancherorts war es üblich, das Opfer auf dem Altar niederzulegen, manchmal verbunden mit einem Altarumgang als „Opfergang“. Anteile des Opfers erhielten der Priester, auch der Küster und die Ministranten.
Zunächst im evangelischen, zunehmend auch im katholischen Bereich war nur noch die Geldspende üblich. Bei der Form der „Predigtfürbitte“ wurde das Opfer zumeist bereits vorher als Stolgebühr entrichtet, ebenfalls im Zuge der Zusammenlegung von Aussegnung und Taufe in beiden Konfessionen. Somit hat mit der heute praktizierten Form des Muttersegens der Opferbrauch als rituelles Element an Bedeutung verloren.

## Volksbräuche
Als Teil der Riten um Geburt und Tod war der erste Kirchgang der Wöchnerin mit der Aussegnung oder Einsegnung mit einer Vielzahl regional unterschiedlicher volkstümlicher Bräuche und zum Teil abergläubischen Praktiken verbunden. Um 1930 war die Aussegnung bei Katholiken in nord-, west- und südwestdeutschen Gebieten sowie in den Räumen Wien und Klagenfurt noch verbreitet üblich, in Bayern und Nordböhmen war der Brauch zu dem Zeitpunkt jedoch bereits verschwunden. In evangelischen Gemeinden in der Mitte Deutschlands (Niedersachsen, Brandenburg, Südpommern, Sachsen-Anhalt, Thüringen) erfolgte zu dem Zeitpunkt die Einsegnung in der Regel bereits im Zusammenhang mit der Taufe, in Norddeutschland, Ostpreußen und Sachsen war noch die Predigtfürbitte üblich, und lediglich in Ostpommern, Teilen Niedersachsens und in Schleswig erfolgte noch die Einsegnung der Wöchnerin am Altar.
Manchmal – so noch im Rheinland um 1930 – musste die Wöchnerin beim Gottesdienst, solange sie noch nicht ausgesegnet war, vor der Kirchentür stehenbleiben, im Glockenturm oder in einem bestimmten Stuhl hinten in der Kirche Platz nehmen. Sie durfte erst zur Predigt zur Kirche kommen und hatte sie als erste wieder zu verlassen.
Die Wöchnerin wurde zur Aussegnung – zum Teil feierlich – geleitet und unterstützt von Nachbarinnen, verwandten Frauen, Patinnen oder auch der Hebamme. Die Begleitung durch den Ehemann war nur in evangelischen Gebieten üblich, die Kleidung unterlag örtlicher Sitte. Im linksrheinischen Rheinland gab es den Brauch, bei Verlassen der Kirche Gebäck an Begleiterinnen und Kinder zu verteilen.
Ob die Mutter das Kind zur kirchlichen Feier mitbrachte, wurde im katholischen Bereich unterschiedlich gehandhabt, im evangelischen Bereich war es so gut wie nie üblich.
Die Hebamme, die Begleiterinnen, mancherorts die Schulkinder und die Nachbarschaft versammelten sich anlässlich der Aussegnung zum gemeinsamen Kaffee, in Franken und Bayern auch zu einem Essen, zu dem die Gäste Geschenke mitbrachten.
Die Einzelheiten des Kirchgangs der Wöchnerin waren teilweise von abergläubischen Vorstellungen bestimmt, deren Nichtbeachtung Unglück oder Tod bedeuten sollten. Vor Verlassen des Hauses hatte sie beispielsweise Gebete zu sprechen, sie musste einen Rosenkranz oder das Gebetbuch mitnehmen und den Kopf mit einem weißen Tuch („Maultuch“) verhüllen. Unterwegs musste sie schweigend, ohne Aufenthalt und ohne sich umzusehen gehen, sie sollte niemanden grüßen und die Begegnung mit alten Frauen, Bettlern und Katzen meiden. Die Kirche sollte sie mit dem rechten Fuß zuerst betreten. Ähnliche Regeln galten für den Heimweg. Das Flackern oder gar Erlöschen der Kerze galt als böses Omen für zukünftigen Kindersegen. Die Hebamme biss in die Kerze, um Zahnschmerzen beim Kind zu verhüten.
Mütter nicht-ehelicher Kinder wurden nicht ausgesegnet.
Als es noch keine Mutterschutz-Gesetzgebung gab, hatte ein kirchlich gestütztes Ausgehverbot einer Wöchnerin vor der Aussegnung besonders in ländlich-bäuerlichen Gebieten auch die Funktion eines Schutzes der jungen Mutter vor harter Arbeit, besonders wenn diese Frist in Anlehnung an den Tempelgang Marias auf 40 Tage ausgedehnt war.